# Elettro Treno Rapido
Pour les articles homonymes, voir ETR.

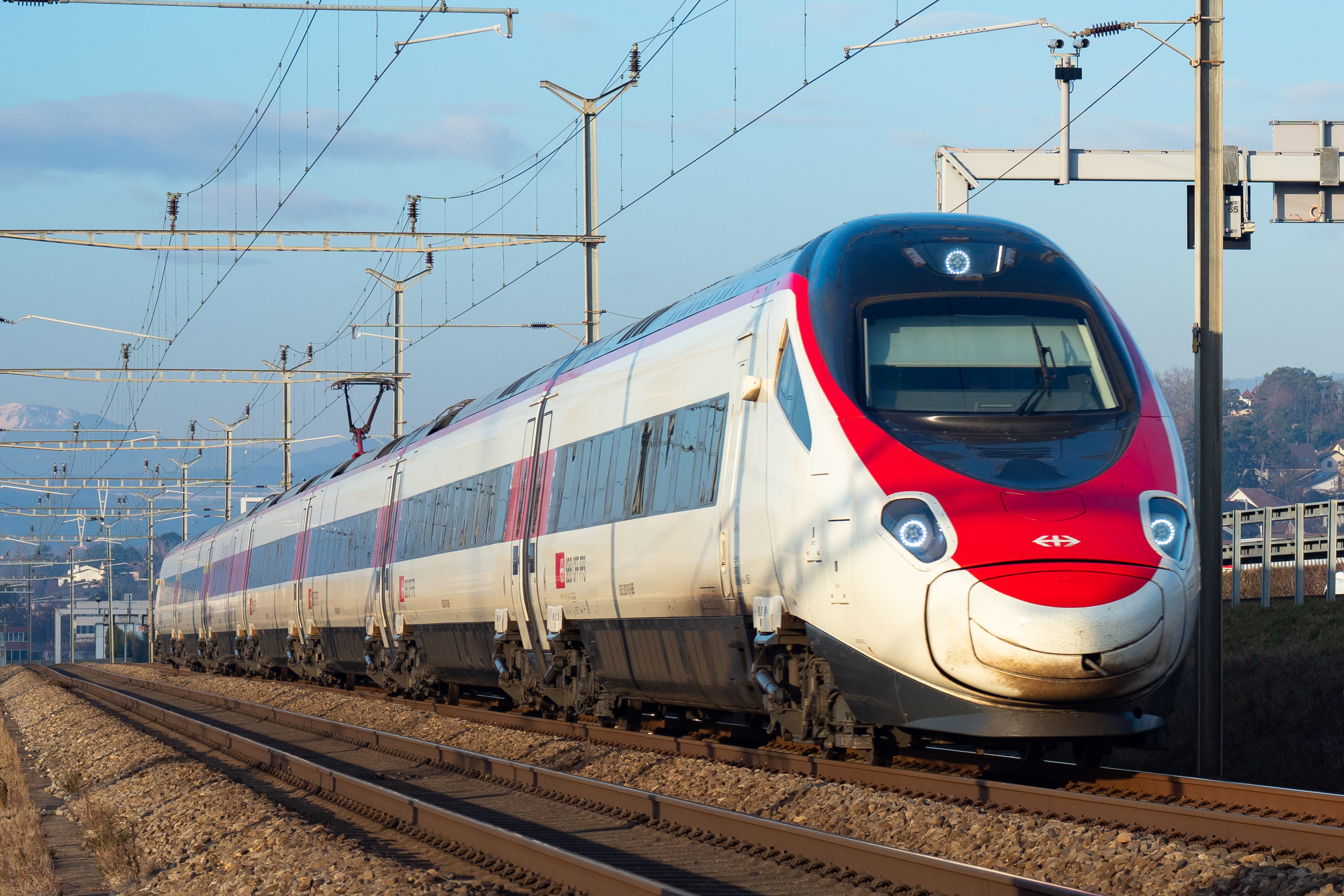
Rame de type ETR 610 des Chemins de fer fédéraux (CFF) sur la ligne Lausanne – Genève.

Les trains ETR, pour Elettro Treno Rapido, sont des rames automotrices construites par Alstom près de Turin en Italie, puis par Bombardier pour l'ETR 1000.
Certains sont des trains pendulaires, ils forment la gamme Pendolino conçue par Fiat Ferroviaria. Ce sont les trains :
- ETR 401 ;
- ETR 410 ;
- ETR 450 ;
- ETR 460 ;
- ETR 470 ;
- ETR 480 ;
- ETR 600 et ETR 610, également appelés « New Pendolino » ou CRH5 pour ceux exploités par CRH en Chine.

Les trains non pendulaires sont les trains :
- ancienne génération :
  - ETR 200 ;
  - ETR 220 ;
  - ETR 300 Settebello ;
  - ETR 330 ;
  - ETR 250 Arlecchino ;

- nouvelle génération et circulant actuellement sur le réseau grande vitesse Trenitalia :
  - ETR 500 ;

- nouvelle génération commandée en juillet 2010 à Bombardier pour le réseau grande vitesse Trenitalia et européen :
  - ETR 1000, 50 rames basées sur le Zefiro V300 avec une vitesse commerciale de 360 km/h. 200 m de long, 600 passagers, utilisables dans 8 pays européens dont la France.